# Liste der Monuments historiques in Nicey
Die Liste der Monuments historiques in Nicey führt die Monuments historiques in der französischen Gemeinde Nicey auf.

## Liste der Immobilien
| Bezeichnung                 | Beschreibung            | Standort         | Kennzeichnung | Schutzstatus | Datum | Bild           |
| --------------------------- | ----------------------- | ---------------- | ------------- | ------------ | ----- | -------------- |
| Kirche St-Pierre-et-St-Paul | aus dem 13. Jahrhundert | Rue Basse (Lage) | PA00112568    | Classé       | 1914  | weitere Bilder |